# Shindake
Der Shindake (jap. 新岳, dt. „neuer Gipfel“) ist ein aktiver Schichtvulkan auf der wenig bewohnten japanischen Insel Kuchinoerabu-jima in der Präfektur Kagoshima.

## Aufbau
Der 626 m hohe Shindake bildet zusammen mit seinem südlichen Nachbarkrater, dem 657 m Furudake (古岳, „alter Gipfel“), den Inselvulkan Kuchinoerabu-jima.

## Lage
Der Shindake liegt im Süden der Insel Kuchinoerabu-jima, etwa 17 km nordwestlich vor Yakushima, mit der sie zu den Ōsumi-Inseln gehört, bzw. 70 km südwestlich vor Kyushu.

## Ausbrüche
- Am 29. Mai 2015 kam es zu einem Ausbruch mit einer bis zu 9 km hohen Aschewolke (der Ausbruch begann gegen 1 Uhr Weltzeit an diesem Tag). Laut Medienberichten gab es mindestens einen Verletzten.

- Zu den Ausbrüchen von 1933 und von 1968 siehe Liste großer historischer Vulkanausbrüche.